# 赫定管巢蛛
赫定管巢蛛（学名：Clubiona hedini）为管巢蛛科管巢蛛属的动物。在中国大陆，分布于甘肃、宁夏、辽宁、山东、湖南、四川等地，一般栖息于丘陵山区农田。该物种的模式产地在甘肃。